# Rodrigo Mendes
Rodrigo Mendes (ur. 9 sierpnia 1975) – brazylijski piłkarz występujący na pozycji pomocnika.

## Kariera klubowa
Od 1993 do 2009 roku występował w klubach CR Flamengo, Grêmio, Kashima Antlers, Athletico Paranaense, Oita Trinita, Al-Ain, Al-Gharafa, Nadi asz-Szarika, Fortaleza i Novo Hamburgo.